# David White (músico)
David Ernest White (26 de noviembre de 1939-16 de marzo de 2019), también conocido como David White Tricker, fue un cantante y compositor estadounidense. Formó el cuarteto de doo-wop Danny & the Juniors, además de ser miembro fundador del trío pop The Spokesmen. Escribió "Rock and Roll Is Here to Stay" y coescribió otras canciones de éxito, como "At the Hop", "You Don't Own Me" y "1-2-3".

## Primeros años
White nació en Filadelfia, Pensilvania, en 1939. Antes de asistir a la escuela, White recorrió el país actuando con sus padres en su acto acrobático/de equilibrio de manos llamado Barry y Brenda and Company. Comenzó a tocar el piano, la trompeta y el clarinete de niño, y empezó a escribir canciones a los 14. Describió la primera vez que escuchó a grupos de R&B en la radio como "una experiencia tan bonita... Nunca habíamos estado expuestos a ese tipo de música".

## Danny & the Juniors[2]
En 1955, White hizo una audición a amigos y conocidos de su barrio, para formar un grupo vocal al que llamó The Juvenaires, en el que él cantaba como primer tenor. Los otros miembros originales eran Danny Rapp (cantante principal), Joe "Terry" Terranova (barítono) y Frank Maffei (segundo tenor).
El grupo fue descubierto por John Madara. En 1957, White y Madara escribieron "Do the Bop" para el grupo. Madara, que tenía un disco en las listas de éxitos en ese momento llamado "Be My Girl" en Prep Records bajo el nombre de Johnny Madara, llevó a The Juvenaires a su entrenador vocal/productor de discos, Artie Singer, para una audición. White dijo: "Grabamos "Do the Bop" con Johnny Madara como voz principal y mi grupo, The Juvenaires, haciéndole compañía. Artie la llevó a la discográfica de Johnny, Prep Records, pero la rechazaron. Artie lo llevó entonces a Dick Clark, quien sugirió cambiar el título a "At the Hop". Artie cambió algunas de las letras y se convirtió en coguionista. Volvimos al estudio de grabación y, esta vez, mi grupo grabó la canción con Danny como cantante principal. Artie se la llevó a Dick Clark y le dio la mitad de la publicación de la canción". La canción se grabó en los estudios Reco-Art de Filadelfia, junto con una balada de White llamada "Sometimes (When I'm All Alone)".
Los Juvenaires fueron rebautizados como Danny & the Juniors, ya que era un nombre más contemporáneo, y "At the Hop" respaldada por "Sometimes (When I'm All Alone)" fue publicada en Singular Records, el sello de Artie Singer con su socio, el disc jockey Larry Brown. La payola no era ilegal en ese momento y Singer cedió a regañadientes a Dick Clark la mitad de la publicación de "At the Hop", que Clark vendió más tarde antes de las audiencias de payola en 1960. "Sometimes (When I'm All Alone)" se convirtió en una de las favoritas de muchos grupos callejeros que acababan de empezar y que más tarde tuvieron éxito, como The Capris, The Chimes, The Cleftones, The Rascals, The Del Satins, The Dovells, The Elegants, The Impalas, The Earls, Randy & the Rainbows, The Tokens, The Vogues y Vito & the Salutations, entre otros.
White asistía ahora a la Universidad de Temple con una beca completa de gimnasia, pero cuando Dick Clark empezó a poner "At the Hop", dejó la universidad para no volver nunca más, yendo en su lugar a casa de Danny Rapp todos los días de la semana para ver American Bandstand. "At the Hop" llegó al número uno de la lista de Billboard, posición que mantuvo durante siete semanas, batiendo un récord de posición en la lista de grupos vocales. También fue número uno en la lista de R&B durante cinco semanas, y permaneció en el top cuarenta durante dieciocho semanas. "At the Hop" aparece en bastantes películas, sobre todo en American Graffiti y Woodstock (interpretada por Sha Na Na). Singular Records no podía encargarse de la distribución de un disco tan caliente, así que Singer vendió el master a ABC Records. El siguiente disco de Danny and the Juniors fue la composición de White "Rock and Roll Is Here to Stay", que llegó al número diecinueve de la lista Billboard y se ha convertido en un himno del rock and roll. Aparece en las películas Grease (interpretada por Sha Na Na) y Christine, entre otras.
White tuvo otros discos en las listas de éxitos mientras estaba con el grupo, como "Dottie" (nº 39 en Billboard), "Twistin' USA" (nº 27 en Billboard), "Pony Express" (nº 60 en Billboard), "Twistin' All Night Long" (nº 68 en Billboard), "Back to the Hop" (nº 80 en Billboard), "Doin' the Continental Walk" (nº 93 en Billboard) y "Oo-La-La-Limbo" (nº 99 en Billboard). White dijo en una entrevista posterior: "En aquella época, le dabas a un DJ una botella de alcohol y él ponía tu disco. Podías entrar en un estudio de grabación sin más. Hacíamos tres o cuatro discos a la semana..."
White apareció con Danny and the Juniors en la película Let's Rock de 1958 y, mientras estaba de gira con ellos, apareció en The New York Paramount con Alan Freed y en The Apollo de Harlem con "Jocko" Henderson. Algunas otras apariciones con el grupo incluyen The Big Record de Patti Page, Saturday Night Prom de Merv Griffin, The Pat Boone Chevy Showroom y Dick Clark's Saturday Night Beechnut Show.
White dejó el grupo en 1959, pero siguió apareciendo y grabando con ellos ocasionalmente hasta principios de la década de 1970.

## Asociación con John Madara[7]
En 1960, White se asoció con John Madara, formando Madara and White Productions. Uno de sus primeros esfuerzos fue producir el tema musical y escribir "The Fly" (#7 en Billboard) para Chubby Checker.
En un acuerdo de producción independiente con Mercury Records, White y Madara compusieron "You Don't Own Me" para Lesley Gore (#2 en Billboard). Esta canción se ha convertido en un himno de los derechos de la mujer y aparece en varias películas, como Dirty Dancing, Hairspray y The First Wives Club.
White hizo los arreglos y las voces de fondo para Debby Boone y Bernadette Peters, apareciendo con Bernadette en The Tonight Show y The Tim Conway Show.
Pasando a Decca Records, White y Madara produjeron "1-2-3" (nº 2 en Billboard), coescribiéndola con Len Barry. Esta canción también aparece en varias películas, como "Mr. Holland's Opus".
Otros éxitos que Madara y White coescribieron y coprodujeron son "Birthday Party" (nº 40 en Billboard), "442 Glenwood Avenue" (nº 56 en Billboard) y "Cold Cold Winter" (nº 79 en Billboard), todos ellos para The Pixies Three; "Pop-Pop-Pop-Pie" (nº 35 en Billboard) para The Sherrys; y "The Boy Next Door" (nº 18 en Billboard) para The Secrets.

### The Spokesmen
En Decca, White, Madara y el disc-jockey Ray Gilmore formaron y se convirtieron en miembros de The Spokesmen. Madara y White coprodujeron "Dawn of Correction" (#36 en Billboard) para ellos, coescribiendo la canción con Gilmore. The Spokesmen grabaron un álbum e hicieron apariciones en The Mike Douglas Show, Shindig!, Shivaree, Where the Action Is y Hollywood A Go-Go, entre otros. White y Madara junto con Gilmore también escribieron "Sadie (The Cleaning Lady)", grabada por John Farnham, que se convirtió en un disco número uno en Australia.

## Carrera posterior
A continuación, White escribió y coprodujo "The Thought of Loving You" para The Crystal Mansion, de la que pasó a formar parte. Ha sido versionada por Cher, The Manhattan Transfer, Astrud Gilberto, Lou Christie, The Spiral Starecase y Wayne Newton.
En 1971, White grabó un álbum en solitario producido por Brooks Arthur para Bell Records titulado Pastel, Paint, Pencil and Ink bajo el nombre de David White Tricker (Tricker es su apellido).
Dio clases en un colegio comunitario y estudió composición y orquestación de películas en la UCLA Extension.

## Fallecimiento
David White murió en Las Vegas, Nevada, el 16 de marzo de 2019, a la edad de 79 años; su hija Wendy atribuyó la causa de su muerte a un cáncer de pulmón y garganta.